# Winterset
Winterset é uma cidade localizada no estado americano de Iowa, no Condado de Madison.

## Demografia
Segundo o censo americano de 2000, a sua população era de 4768 habitantes.
Em 2006, foi estimada uma população de 4949, um aumento de 181 (3.8%).
É a cidade natal do ator John Wayne.

## Geografia
De acordo com o United States Census Bureau tem uma área de
9,1 km², dos quais 9,1 km² cobertos por terra e 0,0 km² cobertos por água. Winterset localiza-se a aproximadamente 360 m acima do nível do mar.

## Localidades na vizinhança
O diagrama seguinte representa as localidades num raio de 20 km ao redor de Winterset.